# Bathypera feminalba
Bathypera feminalba is een zakpijpensoort uit de familie van de Pyuridae. De wetenschappelijke naam van de soort is voor het eerst geldig gepubliceerd in 1995 door Young & Vazquez.